# 吹浦インターチェンジ
吹浦インターチェンジ（ふくらインターチェンジ）は、山形県飽海郡遊佐町に建設中の日本海沿岸東北自動車道に平行する一般国道7号の遊佐象潟道路のインターチェンジである。名称は仮称である。
当インターチェンジ (IC) は、酒田方面のみのハーフインターチェンジで建設されている。

## 歴史
- 2026年度（令和8年度）：遊佐鳥海IC - 吹浦IC間開通に伴い供用開始予定[2][3]。
- 未定 : 吹浦IC - 小砂川IC間開通予定[2]。

## 接続する道路
- 直接接続
  - 国道7号[1]

## 隣
E7 日本海沿岸東北自動車道（遊佐象潟道路）
遊佐鳥海IC（事業中） - 吹浦IC（事業中） - 女鹿IC（事業中）